# Federació Estatal de Lesbianes, Gais, Trans, Bisexuals, Intersexuals i més
La Federació Estatal de Lesbianes, Gais, Trans, Bisexuals, Intersexuals i més, coneguda pel seu acrònim FELGTBI+ (en castellà: Federación Estatal de Lesbianas, Gais, Trans, Bisexuales, Intersexuales y más), és la federació d'associacions LGBT més nombrosa d'Espanya, fundada el 1992. el 2018 forma part de l'organització 56 associacions de caràcter local, provincial i regional amb presència en gairebé totes (en 15 de 17) les comunitats autònomes. Des del 2018 ocupa la seva presidència l'activista canari Uge Sangil.
Entre les seves finalitats es troben la coordinació del moviment associatiu LGBT, la reivindicació de la igualtat legal, el respecte social cap a la diversitat afectiu-sexual, la porta en marxa de campanyes de sensibilització i denúncia –incloent la celebració anual del Dia Internacional de l'Orgull LGBT i la formació d'activistes de les seves associacions membre.
FELGTBI+ va ser la primera organització LGTB d'Espanya en reivindicar el matrimoni homosexual a Espanya. Les seves accions es caracteritzen per reivindicar els drets LGBT des de plantatges integradors (matrimoni, llei d'identitat de gènere o llei d'igualtat) i identitaris (Orgullo LGBT o cultura LGBT). Per a ell realitza campanyes gràfiques, promou la presència en els mitjans i la negociació política, organitza conferències i manifestacions i presta serveis al col·lectiu LGBT a través de les seves associacions membres.

## Història
Anys 1990
La Federación Estatal de Gais y Lesbianas (FEGL) es funda el 28 d'abril de 1992 impulsada per COGAM, el Comitè Reivindicatiu i Cultural de Lesbianes (CRECUL), Casal Lambda (Barcelona), Asociación Nos (Granada) y Gais Cristians (Catalunya). Aquests col·lectius decideixen fundar la federació després de deslligar-se de la Coordinadora de Fronts d'Alliberament Homosexual de l'Estat Espanyol (COFLHEE) creada el 1977. L'històric activista LGTB Armand de Fluvià14 va ocupar la primera presidència de l'entitat.
Durant la dècada dels anys 90 van ingressant en la llavors denominada FEGL algunes associacions de diferents punts d'Espanya en un procés de convergència de diferents sensibilitats. A finals de la dècada sol·liciten el seu ingrés algunes de les principals associacions de país com Gehitu (País Basc), Col·lectiu Lambda (València) o Asociación Ojalá (Màlaga) en un intent de forjar la unitat entre associacions per portar a bon terme una proposta de llei de parelles de fet.
Anys 2000
Després d'aquests primers passos i, a mesura que les associacions integrants augmentaven, es produeix una refundació en el si de la Federació que cristal·litza amb la celebració a Granada del I Congrés celebrat l'any 2000. S'aproven uns nous estatuts, es modifica l'estructura orgànica i és elegit com a president Pedro Zerolo. La Federació canvia el nom pel de Federació Estatal de Lesbianes i Gais (FELG).
Bibiana Aído, llavors Ministra d'Igualtat, va inaugurar el V Congrés de FELGTB, inaugurat a Madrid el 24 d'abril de 2009 per la Ministra d'Igualtat Bibiana Aído, va reunir més de 200 activistes LGTB de tot el país per analitzar estratègies en la lluita contra la discriminació per motiu d'orientació sexual. El lema escollit va ser "Educant en la Igualtat" i es van abordar aspectes com la donació d'òvuls dins dels matrimonis de dones, la violència dins de la parella o les demandes a les administracions públiques pel que fa a la llei d'identitat de gènere.
Anys 2010
Boti García Rodrigo, històrica activista i segona dona que va presidir FELGTB (2012-2015 Al març de 2012 se celebra a Madrid el VI Congrés, baix el lema "iguals en dignitat, iguals en drets", que tria a Boti García Rodrigo presidenta de la Federació. Amb la participació de més de 50 associacions s'assenyalen com a línia prioritària d'actuació la defensa del matrimoni igualitari, davant la possibilitat que el Tribunal Constitucional fallés en contra del matrimoni homosexual davant el recurs impulsat pel Partit Popular. També s'acorda impulsar un pacte d'estat sobre el VIH / sida, i el ple respecte a la diversitat sexual des de l'àmbit educatiu.
| «                                          | "La FELGTB ha de ser, és i seguirà sent força, entusiasme, ganes, lluita, trinxera i" BIsibilidad "" | » |
| — Boti García Rodrigo, sobre FELGTB (2012) | |   |

Jesús Generelo, president de FELGTB entre 2015 i 2018, durant la manifestació del World Pride 2017 "Lleis per la igualtat real ja" va ser el lema escollit per al VII Congrés celebrat al febrer de 2015. Boti García Rodrigo va declinar tornar a presentar-se per la presidència, indicant la conveniència de comptar amb noves cares i plantejant noves línies. Jesús Generelo és elegit nou president, estant al capdavant d'un grup paritari de 12 persones. Després d'estar al capdavant de l'organització durant tres anys Generelo va finalitzar la presidència en el següent congrés encara que va anunciar la seva intenció de continuar en l'equip que negocia el desplegament de la Llei d'Igualtat LGTB i en el comitè organitzador de l'Orgull. Entre les fites reflectits en aquesta etapa de l'organització figura l'organització del World Pride 2017 i l'inici de la tramitació parlamentaria de la Llei d'Igualtat.
| «                                          | "Tenim un text molt sòlid al Congrés que pot posar a Espanya en el lideratge mundial de la defensa dels drets del col·lectiu LGTBI; ja està en tràmit i és qüestió de la feina parlamentari que es tregui el millor text possible" | » |
| — Jesús Generelo, sobre la Llei d'Igualtat | |   |

La alcaldessa de Madrid, Manuela Carmena, i la presidenta de la Comunitat de Madrid, Cristina Cifuentes, van pronunciar sengles discursos de cloenda a la manifestació del World Pride 2017. Entre els dies 12 i 14 d'abril del 2018, sota el lema " 'Impulsant lleis, transformant la societat", es va celebrar el VIII Congrésa Madrid. La fins llavors responsable d'Educació i Laboral, Uge Sangil, va ser escollida nova presidenta de l'organització en una llista que renovava 6 dels 12 llocs. Fundadora de l'associació LGTB Algaravia, amb seu a Tenerife, entitat que va presidir durant vuit anys, l'elecció de Sangil va suposar també la sortida d'activistes en llocs de responsabilitat en l'organització com Boti Rodrigo, Santiago Redondo, Amanda Rodríguez, Rubén López o Charo Alises.
| «                                                                         | "És una llista de continuïtat, beneficiosa perquè es faci renovació, però mantenint l'experiència i la feina feta fins al moment, és un congrés amb diàleg ordenat i amb les idees molt clares que no van a posar en risc el treball realitzat en els últims anys " | » |
| — Jesús Generelo, sobre l'elecció d'Uge Sangil com a Presidenta de FELGTB | |   |

## Presidència
Des de la seva creació el 1992 han ocupat la presidència de FELGTBI+ persones amb àmplia trajectòria en l'activisme LGTB.
- Armand de Fluvià (1995-1997)
- Pedro Zerolo (1997-2003)
- Beatriz Gimeno (2003-2007)
- Antonio Poveda (2007-2012)
- Boti García Rodrigo (2012-2015)
- Jesús Generelo (2015-2018)
- Uge Sangil (2018 -)

## Entitats Federades
El 2020 integren la FELGTBI+ 57 associacions l'àmbit d'acció es desenvolupa en 15 comunitats autònomes (a excepció de Navarra que no compten amb cap associació integrada a la federació) i la ciutat autònoma de Melilla. Les comunitats amb més presència associativa amb Catalunya, Madrid i el País Valencià.
- Chiguitxs LGTB + Palència (Palència)
- Casal Lambda (Barcelona)
- ASFAGALEM (Múrcia)
- Gay Sitges Link (Sitges)
- Violetes LGTBI la Palma (La Palma)
- A.L.A.S. (La Corunya)
- Ens mesmas (Vigo)
- Xega Xoven (Astúries)
- Xega (Astúries)
- Lega (Cantàbria)
- Errespetuz (País Basc)
- Gehitu (País Basc)
- Segoentiende (Segòvia)
- Lesgávila (Àvila)
- Les mateixes USAL (Universitat de Salamanca)
- Les mateixes (Salamanca)
- SOM (Aragó)
- Magenta (Aragó)
- Stop Sida (Catalunya)
- LGTB Terrassa (Terrassa)
- GAYLESPOL (Catalunya)
- GAG (Catalunya)
- Sense Vergonya (Catalunya)
- Gais Positius (Catalunya)
- ACATHI (Catalunya)
- It Gets Better Espanya (Madrid)
- Gitanes feministes per la diversitat (Madrid)
- COGAM (Madrid)
- FuenlaEntiende (Fuenlabrada)
- Fundació 26 de desembre (Madrid)
- Galehi (Madrid)
- Crismhom (Madrid)
- Fundació Daniela (Madrid)
- Arcópoli (Universitat Complutense i Universitat Politècnica de Madrid)
- Ben Amics (Illes Balears)
- La Clau De l'Armari (Eivissa i Formentera)
- Castelló LGTBI (Castelló)
- GALESH (Comunitat Valenciana)
- Diversitat (Alacant)
- CLGS (Safor)
- Lambda (Comunitat Valenciana)
- Bolo Bolo (Castella-la Manxa)
- Extremadura Entén (Extremadura)
- Acció Diversa (Andalusia)
- Tant de bo (Màlaga)
- Jerelesgay (Jerez de la Frontera)
- DeFrente (Sevilla)
- No Te Prives (Múrcia)
- Galactyco (Cartagena)
- Col·lectiu gamma (Gran Canària)
- Altihay (Fuerteventura)
- Algaravia (Tenerife)
- Diverses (Tenerife)
- AMLEGA (Melilla)

## Estructura
L'estructura organitzativa de FELGTBI+
- Comissió Executiva: integrada pels càrrecs unipersonals de Presidència, Secretaria General, Secretaria d'Organització, Tresoreria, Secretaria d'Actes-quatre vocalies.
- Comissió Permanent: conformada per la Comissió Executiva i les i els coordinadors de les Àrees Federals.
- Consell Federal: engloba les i els representants de tots els col·lectius que conformen la Federació i la Comissió Permanent.
- Congrés FELGTB: celebrat cada tres anys amb els i les delegats dels col·lectius membre i la Comissió Permanent. En aquest espai es marca l'estratègia a seguir per la FELGTB amb caràcter trianual i es tria l'equip de govern.

Al seu torn la FELGTB compta amb diverses Àrees de Treball:
- Àrea de Polítiques Lèsbiques,  Arxivat 2020-05-26 a Wayback Machine. Transsexuals  Arxivat 2019-03-15 a Wayback Machine. i Bisexualitat: fomenten les polítiques d'igualtat i visibilitat en aquests tres àmbits des d'una perspectiva interdisciplinària.
- Àrea de Salut Integral i VIH Sida:  Arxivat 2020-04-26 a Wayback Machine. treballa per a la prevenció de l' VIH / Sida i d'altres Infeccions de transmissió sexual com un element fonamental dins de les reivindicacions. També fan una especial tasca en la lluita pel benestar de les persones seropositives.
- Àrea d'Educació:  treballa perquè totes les persones responsables de l'educació coneguin i apliquin el reconeixement de la diversitat afectivosexual i promoguin la superació dels comportaments sexistes.
- Àreade Joventut :  Arxivat 2020-05-25 a Wayback Machine. reivindica que les i els joves tinguin el dret a viure i a expressar la seva orientació i / o identitat sexual lliurement.
- Àrea Internacional:  Arxivat 2020-05-25 a Wayback Machine. denuncia la vulneració dels Drets Humans de les persones LGTB i treballa amb plataformes internacionals per lluitar contra la discriminació del col·lectiu LGTB al món.
- Àrea d'Afers Religiosos:  Arxivat 2020-05-26 a Wayback Machine. reivindica el dret que tenen les persones LGTB a pertànyer a un culte o religió sense ser discriminats per la seva orientació sexual.
- Àrea de Cultura:  Arxivat 2020-02-06 a Wayback Machine. visibilitza l'àmplia i rica cultura del col·lectiu LGTB.
- Àrea de Famílies:  Arxivat 2019-10-06 a Wayback Machine. creada el 2013 elabora continguts i accions sobre nous models familiars.

Encara que no hi hagi creades com una àrea específica alguns aspectes són tractats amb especial atenció com els Esdeveniments i Formació,  Arxivat 2020-05-26 a Wayback Machine. els aspectes de l'entorn Laboral  Arxivat 2020-05-26 a Wayback Machine. i la situació de les persones Majors i Diversitats. / majors Arxivat 2011-09-29 a Wayback Machine.
Per a la coordinació de tota l'estructura hi ha una Oficina Tècnica integrada per personal tècnic de salut, formació i educació, així com premsa, comptabilitat i administració.

## Activisme i campanyes
La FELGTBI+ reivindica la igualtat legal, la igualtat real i el respecte social per la diversitat. És promotora i convocant, al costat de COGAM, de la manifestació estatal de l'Dia Internacional de l'Orgull LGBT que usualment se celebra el dissabte següent a l'28 de juny. La data de l'28 de juny es sol reservar per a que les diferents associacions LGTB festegin el Dia Internacional de l'orgull del col·lectiu de lesbianes, gais, bisexuals, transsexuals i intersexuals en els seus respectives localitats.
La Federació fomenta la formació dels activistes de les associacions membre de la federació incloent una plataforma de formació a la seva pàgina web. També manté relacions de col·laboració, més o menys estretes, amb diverses organitzacions com sindicats, organitzacions pro-drets humans, organitzacions estudiantils, organitzacions de mares i pares d'alumnes i alumnes, altres organitzacions LGBT espanyoles i a l'estranger, organitzacions feministes, organitzacions religioses i empreses privades.

### Campanyes anuals
Anualment FELGTBI+ tria un tema d'interès per al col·lectiu LGTB (per exemple, la homofòbia, l'educació, els drets humans o la bisexualitat) com a fil conductor de la seva campanya anual. La FELGTBI+ tria anualment un aspecte concret de la realitat LGBT sobre el qual centrar els seus esforços, elaborant materials i plantejant propostes de millora:
- 2008: Any de la Visibilitat Lèsbica.
- 2009: "Escoles Sense Armaris - Any de la Diversitat afectiva i sexual en l'Educació".
- 2010: Any per Trans-Formar.
- 2011: "Any en Positiu: + salut + solidaritat".
- 2012: Any de la defensa del matrimoni igualitari.

### Campanyes VIH / Sida
Des de 2006 la Federació ha realitzat diverses campanyes de sensibilització referides a VIH / Sida enfocades a diferents grups com "VIH / Sida aquí i ara ... parlem-ne" (2010), "Óssos, espècie protegida" (2008), "em vull, em cuido, em protegeixo" (2011) o "Retratat davant el VIH" (2011). També ha col·laborat i ofert suport a altres campanyes de temàtica similar realitzades conjuntament amb el Ministeri de Sanitat i altres ONGs que treballen amb el col·lectiu LGTB.

### Relacions amb el Partit Popular
Les discrepàncies entre les posicions polítiques defensades pel Partit Popular (el seu president, Mariano Rajoy) i la FELGTBI+ van motivar, el 2004 i 2008, que la federació i les seves entitats fessin campanyes per sol·licitar que no es votés a aquesta formació. La FELGTBI+ ha presentat diverses campanyes polítiques, com ara "2004 no votis PP" o "2008 Vota Rosa". Beatriz Gimeno va justificar aquesta última consigna assenyalant la necessitat d'un canvi polític per "avançar les nostres reivindicacions". Esperanza Aguirre, en resposta a aquesta campanya, va mantenir que la orientació sexual no havia de determinar l'orientació política i ha assenyalat convençuda que "la majoria dels gais votarà Esperança, i votarà a el PP ". No obstant això, en les Eleccions generals de 2008 es va publicar en premsa que el barri gai madrileny de Chueca va votar més al PSOE que al PP. Ana Botella, número dos de la llista del PP a l'Ajuntament de Madrid qui posteriorment exerciria el càrrec de alcalde, es va limitar a assenyalar que les reivindicacions de la FELGTBI+ no entraven dins de les competències del consistori.
Durant la tramitació de la llei del Matrimoni entre persones de la mateixa sexe a Espanya, la FELGTBI+ ha criticat l'actuació del PP en diversos moments, especialment en portar com a expert al psiquiatre Aquilino Polaino que va assenyalar que l'homosexualitat "era una patologia" .
El 20 d'abril de 2007 la FELGTBI+ ha qualificat d' "incoherents" les declaracions de Mariano Rajoy sobre les casaments homosexuals. Rajoy assenyalava d'una banda que si el seu fill es casés amb un home assistiria a les seves noces mentre que el seu partit va plantejar un recurs d'inconstitucionalitat a la llei vigent.
El 4 de maig de 2017 FELGTBI+ va presentar al Congrés dels Diputats 01:00 projecte de Llei contra la Discriminació per Orientació Sexual, Identitat o expressió de gènere i característiques sexuals, i d'igualtat social de lesbianes, gais, bisexuals, transsexuals i transgènere. En l'elaboració de l'esborrany del projecte presentat van participar organitzacions de defensa dels drets LGTB i entitats pro drets humans. Durant el seu registre a la cambra representants de tots els grups parlamentaris, a excepció del Grup Popular, van estar presents donant el seu suport a la iniciativa. El Partit Popular va al·legar que tenen com a norma no acompanyar registres de lleis que no siguin presentats per ells mateixos. Posteriorment, en un article publicat en premsa, el president de FELGTBI+, Jesús Generelo, va sol·licitar que el PP donés suport expressament la Llei incidint en que el partit ja havia donat suport a iniciatives similars en diverses comunitats autònomes o que en el seu últim congrés es va aprovar la necessitat d'apostar per una Llei d'Igualtat LGTBI.
| «                                      | El PP té un passat amb moltes ombres pel que fa a la defensa del col·lectiu LGTB. La imposició, el 2005, d'un recurs al Tribunal Constitucional (TC) davant el Matrimoni Igualitari encara fa mal. (...) Suposem que la contundent resposta de TC a mida error històric va fer reflexionar com a partit. Ara té l'ocasió de fer oblidar d'una vegada per totes un passat que no l'afavoreix. " | » |
| — Jesús Generelo, president de FELGTB, | |   |

### Relacions amb l'Església catòlica
La política de la FELGTBI+ amb relació a l'Església catòlica ha vingut marcada per constants enfrontaments originats per la postura doctrinal eclesiàstica en matèria de diversitat sexual. També la defensa dels Drets Humans per part de FELGTBI+ ha estat objecte de polèmica amb el secretari d i Estat de la Santa Seu Tarcisio Bertone, qui va vincular la homosexualitat amb la pedofília. La visita de Benet XVI a València, amb motiu de la V Trobada Mundial de les Famílies, va ser durament criticada per FELGTBI+ al denunciar el malbaratament de diners públics. Un d'aquests enfrontaments es va materialitzar quan es van emprar fons públics per a la visita a València de papa Benet XVI en ocasió del V Trobada Mundial de les Famílies, participant en les Jornades Internacionals de Diversitat familiar (subvencionades pel Ministeri de Treball i Afers Socials) i inscrivint-se en el col·lectiu "Jo no t'espere" (Jo no t'espero), la qual cosa va ser respost al seu torn amb dures crítiques pels mitjans catòlics.
No obstant això, hi ha organitzacions i grups cristians que donen suport al moviment LGBT i que mantenen una sintonia amb les reivindicacions de la FELGTBI+. És el cas de Xarxes Cristianes, una organització cristiana crítica i alternativa a la línia oficial de la jerarquia catòlica. a l'Argentina podem indicar al Grup Angelelli per a la qual integrant Nicolau Alessio, al juliol de 2010 se li va iniciar un procés canònic pel seu superior, el Bisbe de Còrdova, sota l'acusació de donar suport públicament el matrimoni entre persones de mateix sexe.
El 28 d'abril de 2007, FELGTBI+ va llançar la campanya política "Ni un cèntim per a qui et discrimina", coincidint amb la Declaració de la Renda, perquè els ciutadans marquin la casella "fins socials" en lloc de la casella designada per a l'Església catòlica.

### Relacions internacionals
La FELGTBI+ pertany a ILGA, l'associació internacional LGTB més important i nombrosa del món. Amb més de 1200 organitzacions localitzades en 132 països, ILGA des de la seva fundació el 1978 treballa en la defensa dels drets per a lesbianes, gais, bisexuals, trans i intersex. Per la seva ubicació geogràfica la Federació està adscrita a ILGA Europa.
També forma part d'IGLYO, organització internacional de joves i estudiants LGTBQ.
El juny de 2010 la FELGTBI+, al costat de COGAM, decideixen l'expulsió de la marxa de l'orgull LGBT de Madrid, de l'Ajuntament de Tel-Aviv que promovia una carrossa per promocionar turísticament la ciutat amb la participació d'activistes d'Associacions de Drets de Gais, Lesbianes, Bisexuals i Transsexuals d'Israel, a causa de l'absència de condemna pública per l'Ajuntament de l'incident de l'atac a la flotilla de Gaza. La FELGTBI+ va mantenir la invitació als activistes. el Col·lectiu Gai Evangèlic i Colegas van condemnar l'exclusió.

## Premis Plomes i Fuets
Des de 2007, la FELGTBI+ concedeix anualment els Premis Plomes i Fuets. les plomes i mencions reconeixen el treball d'individus i col·lectius que contribueixen a la defensa dels drets i la visibilitat de les persones LGTB, mentre que els fuets són una denúncia pública d'aquells que incideixen en la seva discriminació.